# Билет на планету Транай
«Билет на планету Транай» (англ. A Ticket to Tranai) — иронично-сатирическая повесть классика фантастического жанра Роберта Шекли. Впервые опубликована в журнале «Galaxy Science Fiction» (1955/№ 10) и в сборнике «Гражданин в космосе» («Citizen in Space», 1955).

## Сюжет
Марвин Гудмэн, уставший на Земле от чрезмерно сильного правительства, социальной несправедливости и пассивности обывателей, услышал от старого «космического волка» рассказ о планете Транай — настоящей либеральной Утопии. Преодолев множество тягот пути, он добирается до другого края галактики и становится гражданином этой планеты. На Транае уже шесть веков нет ни войн, ни преступности, ни коррупции, ни нищеты, но добились они этого весьма странными методами — путём вымещения злости разрушением домашних роботов, узаконивания грабежей и нищенства, а в некоторых случаях — и убийств (если человек не будет совершать их слишком много), позволения правительственным чиновникам застрелить любого человека (например, за то, что тот совершил слишком много убийств, «у нас считается, что тот, кого застрелил правительственный чиновник, заслуживал этого»), а также медальонами со взрывчаткой на шее политиков с позволением любому гражданину взорвать любого из них нажатием кнопки в так называемой «гражданской приёмной», как радикальным средством демократизации и борьбы с коррупцией. Вкусив такие блага, Гудмэн предпочёл снова вернуться на Землю, а планету Транай — любить издалека, рассказывая о ней как о прекраснейшем из миров.